# (500343) 2012 SZ58
(500343) 2012 SZ58 es un asteroide perteneciente a asteroides que cruzan la órbita de Marte, descubierto el 27 de septiembre de 2012 por el equipo del Catalina Sky Survey desde el Catalina Sky Survey, Arizona, Estados Unidos.

## Designación y nombre
Designado provisionalmente como 2012 SZ58.

## Características orbitales
2012 SZ58 está situado a una distancia media del Sol de 1,859 ua, pudiendo alejarse hasta 2,141 ua y acercarse hasta 1,578 ua. Su excentricidad es 0,151 y la inclinación orbital 15,57 grados. Emplea 926,457 días en completar una órbita alrededor del Sol.

## Características físicas
La magnitud absoluta de 2012 SZ58 es 17,8.